# Массалия
Массалия (др.-греч. Μασσαλία, лат. Massĭlĭa) — древнегреческий полис, находившийся на месте нынешнего Марселя и его предшественник. Основанный ионическими выходцами из малоазийской Фокеи около 600 года до н. э., Массалия к пятому веку до н. э. стала одним из главных портов Западного Средиземноморья наравне с Карфагеном. Родина знаменитого мореплавателя Пифея. На протяжении всего эллинистического периода город был верным союзником Рима.
Став римским городом в начале нашей эры, город получил название Массилия и сохранил свою роль культурного плавильного котла и торгового порта на берегах Южной Галлии, хотя, встав на сторону Помпея во время его войны против Цезаря, Массалия потеряла свою независимость и торговое превосходство, особенно в пользу Арелата. Римляне оставили в городе греческую культуру и население. Римские интеллектуалы предпочитали изучать греческий язык и культуры в Массалии, расположенной ближе к Италии, вместо того, чтобы отправляться в долгое и дорогостоящее путешествие в Восточное Средиземноморье.
Романизированный к поздней античности, крещёный в пятом веке, уменьшившийся в результате вторжений готов, город восстановил относительное процветание в седьмом веке и положил начало аббатству Сен-Виктор, игравшему важную роль во всей Юго-Восточной Франции до двенадцатого века.

## Расположение города
Массалия стояла к востоку от Роны, на берегах бухты Лацидон, глубокой и широкой бухты, защищённой от ветров мистраля двумя высокими скалистыми мысами.

## Массалия греческая

### Колонии Массалии
Важнейшими колониями Массалии были:
- Тауроис (др.-греч. , лат. ) —
- Ольвия Прованская (др.-греч. , лат. ) —
- Афинополис (др.-греч. , лат. ) —
- Антиполис (др.-греч. , лат. ) —
- Никея (др.-греч. , лат. ) —
- Остров Стоегадес (др.-греч. , лат. ) —
- Агафи (др.-греч. , лат. ) —
- Эмпорион (др.-греч. , лат. ) —
- Род (др.-греч. , лат. ) —
- Гемероскопион (др.-греч. , лат. ) —
- Гераклея (др.-греч. , лат. ) —

## Пословицы про Массалию
Согласно Суде, греки использовали пословицы Ἐκ Μασσαλίας ἥκεις («Ты выходец из Массалии») и Ἐς Μασσαλίαν πλεύσειας («Ты можешь плыть в Массалию») по отношению к женственным и мягким мужчинам, видимо потому, что мужчины из Массалии были одеты в нарядные длинные надушенные одежды и укладывали свои волосы, когда другие греки считали такое поведение позорным.

## Генетическое наследие греков
Генетическое исследование, проведённое в 2011 году, показало, что 4 % жителей Прованса являются носителями гаплогруппы E-V13, которая особенно часто встречается среди фокейцев (19 %), и что 17 % Y-хромосом в Провансе могут быть отнесены к греческой колонизации. По мнению авторов, эти результаты свидетельствуют о «доминирующем вкладе греческой мужской элиты в население Прованса железного века».

## В астрономии
Наименование Массалия присвоено:
- астероиду главного пояса;
- самому большому (диаметром 61 км) ударному кратеру на астероиде (21) Лютеция.